# 秦澍春
秦澍春（1844年—1893年），直隸遵化縣人，清朝政治人物、進士出身。
同治十三年，登進士，改庶吉士。光緒五年，授翰林院編修。同年改廣西學政。光緒十一年，任甘肅學政。光緒十七年，任右庶子、山東學政。